# Стара вас (Постојна)
Стара вас (словен. Stara vas, итал. Stara di Postumia) је насељено место у општини Постојна, Приморско-нотрањска регија, Словенија.

## Историја
До територијалне реорганизације у Словенији била је у саставу старе општине Постојна.

## Становништво
У попису становништва из 2011. године, Стара вас је имала 108 становника.
| Број становника према пописима | Број становника према пописима | Број становника према пописима |
| ------------------------------ | ------------------------------ | ------------------------------ |
| 1991                           | 2002                           | 2011                           |
| 87                             | 98                             | 108                            |

Напомена: Године 2008. извршена је мања размена територија између насеља Постојна и Стара вас.